# Fédération nationale de la libre pensée
Die Fédération nationale de la libre pensée (Nationale Föderation der Freidenker) ist ein französischer Dachverband in Form eines Vereines. In ihr finden sich lokale Ortsvereine zusammen, die sich zu Freidenkertum und Laizität bekennen. Die Fédération Nationale beruft sich auf Rationalismus, Aufklärung und individuelle Emanzipation. Sie ist aus der 1890 gegründeten Fédération française de la Libre-Pensée hervorgegangen und zählt zu den ältesten Organisationen des Antiklerikalismus und der Arbeiterbewegung in Frankreich. Seit der 3. Republik arbeiten dort Anarchisten, Sozialisten und freisinnige Republikaner zusammen. 2017 zählte der Dachverband rund 3000 Einzelmitglieder. 2023 waren es laut eigener Angabe 4000.

## Aktionen und Stellungnahmen für die Trennung von Staat und Kirchen
Die Fédération Nationale de la Libre Pensée und ihre Ortsvereine vertreten eine Auffassung des 1905er Gesetzes zur Trennung von Staat und Kirchen, wonach das Gesetz eine absolute Kultus- und Gewissensfreiheit gewährleistet, indem es sowohl die Unterstützung als auch die finanzielle Kontrolle von weltanschaulichen Gruppen durch staatliche Akteure verbietet.

### Gegen die öffentliche Unterstützung konfessioneller Gruppen
Auf dieser Grundlage haben die Ortsvereine mehrmals Kommunen angeklagt, die etwa Weihnachtskrippen in Rathäusern installiert hatten. Diese Gerichtsverfahren führten zwar dazu, dass einige Weihnachtskrippen im Namen des Grundsatzes der Laizität entfernt wurden, waren aber nicht überall erfolgreich. Gleichermaßen prangert die Libre-Pensée regelmäßig die Stadtverwaltung von Montpellier für ihre Unterstützung der Feierlichkeiten des dortigen Heiligen Rochus an. Weitere Gerichtsverfahren auf Initiative der Libre-Pensée-Vereine betreffen die Nutzung des öffentlichen Raums zur Errichtung religiöser Statuen mithilfe der betroffenen Kommunen. So klagte sie 2006 gegen die Aufstellung einer Statue des Papstes Johannes Paul II. in Ploërmel oder 2021 gegen eine Statue des Heiligen Michael in Les Sables-d’Olonne, jedes Mal mit Erfolg.

### Gegen die „Kleiderpolizei“
Die Libre-Pensée hat sich regelmäßig gegen jegliche gesetzliche Regulierung der Kleidungspraktiken von Privatpersonen ausgesprochen, insbesondere bei den verschiedenen Diskussionen über das Tragen des islamischen Kopftuchs im schulischen oder außerschulischen Bereich oder das Tragen des „Burkini“. Im Jahr 2016 kritisierte sie Premierminister Manuel Valls und lokale Politiker, die den Burkini durch Erlasse verbieten wollten, als „freiheitsfeindlich“ und bezeichnete diesen Vorgang als eine „unheimliche Farce“.

### Organisations- und Kultusfreiheit
Die Libre-Pensée engagierte sich gegen das sogenannte „Separatismus-Gesetz“, das 2021 verabschiedet wurde und unter anderem das Prinzip der kollektiven Haftung von subventionierten Vereinen für die politischen Tätigkeiten ihrer Mitglieder und Angestellten einführt. Dieses Gesetz verankert auch die bestehende Praxis der sogenannten „Chartas der Laizität“, deren Unterzeichnung für die Beantragung einer Subvention erforderlich wäre. Nach Ansicht der Libre-Pensée, die sich dieser Praxis widersetzt, verstoßen diese Chartas und das Separatismusgesetz gegen die freiheitlichen Prinzipien der Laizität.

## Andere Themen

### Pazifismus
Die FNLP definiert sich selbst als pazifistische Vereinigung. Sie fordert die Rehabilitierung der Soldaten, die im Ersten Weltkrieg als Exempel erschossen wurden. Zusammen mit anderen Organisationen wie der Association républicaine des anciens combattants und der Union pacifiste de France hat sie ein Denkmal für diese Soldaten in Chauny im Departement Aisne errichten lassen.

### Recht auf Verhütung und Abtreibung
Seit dem frühen 20. Jahrhundert setzt sich die Libre-Pensée für Verhütung und Geburtenkontrolle ein. In der Zeit zwischen den beiden Weltkriegen wurde diese Position insbesondere von ihrer anarchistischen und neomalthusianischen Tendenz um Sébastien Faure und Madeleine Pelletier vertreten. Heute setzt sich die FNLP für das Recht auf Schwangerschaftsabbruch in Frankreich ein und unterstützt die Arbeit des Verbands für Sexualaufklärung Planning Familial. Im Rahmen der Internationalen Freidenkervereinigung verteidigt sie das Recht auf Abtreibung in der ganzen Welt.

### Freies Sterben
Die FNLP arbeitet mit dem Verband für freies Sterben Association pour le droit de mourir dans la dignité zusammen und verteidigt die Befürworter einer aktiven Hilfe beim Sterben.